# Hipismo nos Jogos Pan-Americanos de 1951
As competições do hipismo nos Jogos Pan-Americanos de 1951 foram realizadas entre 25 de fevereiro e 3 de março em Buenos Aires. Foram disputadas as medalhas nas disciplinas de adestramento, CCE (com duração de três dias) e saltos (Taça das Nações), tanto no individual quanto por equipes, totalizando seis eventos.

## Medalhistas
| Evento                               | Ouro                                                                 | Ouro           | Prata                                                                | Prata          | Bronze                                                    | Bronze        |
| ------------------------------------ | -------------------------------------------------------------------- | -------------- | -------------------------------------------------------------------- | -------------- | --------------------------------------------------------- | ------------- |
| Adestramento individual detalhes     | José Larráin Cuevas (Papel) CHI Chile                                | 1050 pontos    | Héctor Clavel (Frontalera) CHI Chile                                 | 915,75 pontos  | Justo Iturralde (Bienvenida) ARG Argentina                | 846,25 pontos |
| Adestramento por equipes detalhes    | Ernesto Silva Héctor Clavel José Larráin Cuevas CHI Chile            | 2797,50 pontos | Amabrio S. del Villar Humberto Terzano Justo Iturralde ARG Argentina | 2382,25 pontos | sem premiação                                             | –             |
| CCE individual (três dias) detalhes  | Julio César Sagasta ARG Argentina                                    | +13,48         | Fernando Urdapilleta ARG Argentina                                   | -3,50          | Hernán Vigil CHI Chile                                    | -5,83         |
| CCE por equipes (três dias) detalhes | Fernando Urdapilleta Julio César Sagasta Pedro Mercado ARG Argentina | -17,82 pontos  | Guillermo Squella Hernán Virgil Rolando Mosquera CHI Chile           | -502,66 pontos | sem premiação                                             | –             |
| Saltos individual detalhes           | Alberto Larraguibel CHI Chile                                        | 16 faltas      | Carlos César Delía ARG Argentina                                     | 24 faltas      | Ricardo Echeverría CHI Chile                              | 24 faltas     |
| Saltos por equipes detalhes          | Alberto Larraguibel César Mendoza José Larráin Cuevas CHI Chile      | 74 faltas      | Argentino Molinuevo Carlos César Delía Carlos Ruchti ARG Argentina   | 100,25 faltas  | Joaquín Dacourt Jorge Rodríguez Roberto Viñals MEX México | 110,75 faltas |

## Quadro de medalhas
| Ordem | País          | Medalha de ouro | Medalha de prata | Medalha de bronze |    |
| ----- | ------------- | --------------- | ---------------- | ----------------- | -- |
| 1     | CHI Chile     | 4               | 2                | 2                 | 8  |
| 2     | ARG Argentina | 2               | 4                | 1                 | 7  |
| 3     | MEX México    |                 |                  | 1                 | 1  |
| TOTAL | TOTAL         | 6               | 6                | 4                 | 16 |